# Colpochila antennalis
Colpochila antennalis är en skalbaggsart som beskrevs av Blackburn 1906. Colpochila antennalis ingår i släktet Colpochila och familjen Melolonthidae. Inga underarter finns listade i Catalogue of Life.